# Stuart Symington
Pour les articles homonymes, voir Symington.
William Stuart Symington, né le 26 juin 1901 à Amherst et mort le 4 décembre 1988 à New Canaan, est un homme d'affaires et un homme politique américain. Il est le premier secrétaire à la Force aérienne de 1947 à 1950.

## Biographie
Symington est né à Amherst dans le Massachusetts. Il est l'aîné de cinq frères et sœurs issus d'une riche famille. Son père William Stuart est juge fédéral à Baltimore et sa mère, Emily Haxalls, est une descendante de Benjamin Harrison (1700-1745) qui fut gouverneur de la colonie de Virginie. À l'âge de 17 ans, Symington s'enrôle dans l'armée des États-Unis pendant la Première Guerre mondiale. Faisant ses classes au camp de Louisville il devient l'un des plus jeunes lieutenants. Mais la guerre se termine avant qu'il ait pu rejoindre le front.
En 1923 il est diplômé de l'université Yale. Pendant l'entre-deux-guerres il devient administrateur de sociétés, notamment pour la Rustless Iron and Steel Corporation et l'Emerson Electric Company.
En 1945 rejoint l'administration d'Harry S. Truman, puis le 18 septembre 1947 il devient le premier titulaire au poste de secrétaire adjoint de l'US Air Force. Il est sous la responsabilité du secrétaire à la Défense James Forrestal. Il lance le Convair B-36 et est en fonction lors du blocus de Berlin qui nécessite l'organisation de ponts aériens. Il démissionne en 1950 pour protester contre le manque de financement de l'armée de l'air après que les Soviétiques aient fait exploser leur première bombe nucléaire. Il continue toutefois à travailler dans différentes agences gouvernementales.
En 1952, il est élu sénateur du Missouri, sur le siège précédemment occupé par Truman. Il sera réélu en 1958, 1964 et 1970. Comme membre des commissions sénatoriales des Forces armées et des Affaires étrangères il est partisan d'une Défense nationale renforcée. Il est aussi un fervent soutien de l'Academy US Air Force
Symington était un adversaire particulièrement énergique du sénateur Joseph McCarthy prenant la défense d'Annie Lee Moss, accusée d'espionnage au profit des Soviétiques. Il intervient également dans le conflit opposant McCarthy à l'Armée faisant jouer sa notoriété et son expertise en tant qu'ancien secrétaire à la Force aérienne.
En 1959, Symington décide de participer à l'élection présidentielle de 1960 et gagne le soutien de l'ancien président Harry S. Truman. Mais Symington refuse d'entrer dans la course aux primaires démocrates ouvrant ainsi la voie à Kennedy. Après la désignation de ce dernier, il passait pour être le premier choix de Kennedy comme vice-président, mais Kennedy offrit le poste par courtoisie au puissant sénateur du Texas Lyndon B. Johnson qui l'accepta à sa grande surprise.
Le président Kennedy le nomme membre du Comité exécutif du Conseil de Sécurité nationale.
En 1976, Symington renonce à se représenter pour un cinquième mandat. Il prend sa retraite en 1978 à New Canaan où il a élu domicile dans le Connecticut. Il y meurt le 14 décembre 1988.

## Source
- (en) Cet article est partiellement ou en totalité issu de l’article de Wikipédia en anglais intitulé « Stuart Symington » (voir la liste des auteurs).